# Louis Guillaume
Louis Guillaume (* 2007 in Eisenach) ist ein deutscher Schauspieler.

## Leben und Werk
Neben vielen kleinen Projekten am Theater am Markt in Eisenach, einem Kurzfilm für Studenten der Bauhaus-Universität Weimar, war er erstmals im Jahr 2019 als Kinderdarsteller in zwei Folgen der ARD-Serie Familie Dr. Kleist zu sehen.
2021 stand er für ein Studentenprojekt der Filmakademie Baden-Württemberg mit dem Titel Die Unschuld des Todes vor der Kamera, welches im Juni 2022 beim Festival Goldener Spatz nominiert war. Die Erstausstrahlung erfolgte Ende 2022 bei Arte.
Im Sommer 2021 drehte er für das ZDF die Serie Völlig meschugge?!, in der Hauptrolle des Benny Levenberg, welche im April 2022 im KiKA ausgestrahlt wurde.
Neben den Schauspielern Henry Hübchen, Victoria Trauttmansdorff und Constantin von Jascheroff spielte er im Jahr 2022 den jungen Tobias Menne in der Romanverfilmung Das Licht in einem dunklen Haus, welche 2022 beim Filmfest München Premiere hatte und im November 2022 erstmalig im ZDF als Fernsehfilm der Woche ausgestrahlt wurde.
Bis Ende Dezember 2022 stand Louis Guillaume in einer Hauptrolle für den Tatort Zerrissen mit den Kommissaren Lannert und Bootz vor der Kamera, Regie führte Martin Eigler. Die Ausstrahlung erfolgte am 21. Januar 2024.

## Filmografie
- 2019: Familie Dr. Kleist (Fernsehserie, Folgen 8x03 und 8x15)
- 2020: Kein Märchen – Farmer’s House
- 2022: Die Unschuld des Todes (Kurzfilm)
- 2022: Völlig meschugge?! (Fernsehserie)
- 2022: Das Licht in einem dunklen Haus (Fernsehfilm)
- 2024: Tatort: Zerrissen (Fernsehreihe)